# Мика Валтари
Мѝка То̀йми Ва̀лтари (на фински: Mika Waltari) е финландски поет, преводач и автор на исторически романи, от които най-известен е „Синухе Египтянина“.

### Издадени на български
(по азбучен ред)
- Кой уби госпожа Скроф? (ориг. заглавие Kuka murhasi rouva Skrofin?, 1939), Народна младеж, 1985.
- Свободата на човека (ориг. заглавие Ihmisen vapaus, 1953), прев. от фински: Дора Янева, във „Финландски разкази“, Народна култура, 1978. [1]
- Синухе Египтянина (ориг. заглавие Sinuhe egyptiläinen, 1945)
  - прев. от фински Борис Парашкевов, Народна култура, 1986.[2]
  - Издателство Книжен тигър, 1994.
  - ИК Еднорог, 2002, ISBN 954-9745-47-3 [3]
  - Издателство Изток-Запад, 2025.[4]
- Тайната на царството, Еднорог, 2004, ISBN 954-9745-79-1 [3]
- Танц над гробовете (ориг. заглавие Tanssi yli hautojen, 1944), Делакорт, 2008, ISBN 978-954-8415-96-5 [3]
- Турмс Безсмъртния (ориг. заглавие Turms Kuolematon, 1955), ИК Еднорог, 2002 г., ISBN 954-9745-43-0 [5]
- Черният ангел (ориг. заглавие Johannes Angelos, 1952), прев. от фински Туула Паркусярви и Иван Благоев, Издателство „Книжен тигър“, София, 1995 [6]

### Издадени на английски език

#### Романи
- A Stranger Came to the Farm (Vieras mies tuli taloon, 1937)
- The Egyptian (Sinuhe, egyptiläinen, 1945, abridged translation)
- The Adventurer (novel)|The Adventurer]] (Mikael Karvajalka, 1948)
- A Nail Merchant Nightfall (Neljä päivänlaskua, 1949)
- The Wanderer (Mikael Hakim, 1949)
- The Dark Angel (Johannes Angelos, 1952)
- The Etruscan (Turms kuolematon, 1955)
- The Secret of the Kingdom (Valtakunnan salaisuus, 1959)
- The Roman (Ihmiskunnan viholliset, 1964)

#### Новели
- Moonscape (Kuun maisema, 1953)
- The Tree of Dreams (Koiranheisipuu, 1961)

### Други произведения на фински език
- Jumalaa paossa (1925)
- Suuri illusioni (1928)
- Yksinäisen miehen juna (1929)
- Multa kukkii (1930)
- Appelsiininsiemen (1931)
- Mies ja haave (1933)
- Sielu ja liekki (1934)
- Palava nuoruus (1935)
- Surun ja ilon kaupunki (1936)
- Vieras mies tuli taloon (1937)
- Jälkinäytös (1938)
- Ihmeellinen Joosef eli elämä on seikkailua (1938)
- Ei koskaan huomispäivää (1939)
- Komisario Palmun erehdys (1940)
- Antero ei enää palaa (1940)
- Fine van Brooklyn (1941)
- Kaarina Maununtytär (1942)
- Rakkaus vainoaikaan (1943)
- Ei koskaan huomispäivää (1944)
- Sellaista ei tapahdu (1944)
- Jokin ihmisessä (1944)
- Kuun maisema (1946)
- Lähdin Istanbuliin (1947)
- Jäinen saari (1947)
- Mikael Karvajalka (1948)
- Kultakutri (1948)
- Mikael Hakim (1949)
- Neljä päivänlaskua (1949)
- Ennen maailmanloppua (1953)
- Pariisilaissolmio (1953)
- Koiranheisipuu (1953)
- Kuun maisema (1953)
- Feliks onnellinen (1958)
- Valtakunnan salaisuus (1959)
- Tähdet kertovat komisario Palmu (1962)
- Ihmiskunnan viholliset (1964)
- Nuori Johannes (1981)